# هانس إنغ
هانس إنغ (بالنرويجية البوكمول: Hans Eng)‏ هو طبيب عسكري نرويجي، ولد في 22 مارس 1907، وتوفي في 18 مايو 1995.